# Stuart Syvret
Pour les articles homonymes, voir Syvret.
Stuart Syvret est un homme politique de Jersey, né dans cette île Anglo-Normande. Il est élu sénateur en 1990 et ministre de la santé et des affaires sociales de 2005 à 2007. 

## Protection de l'enfance
Durant son mandat de ministre, Syvret signale des problèmes en relation avec le degré de protection de l'enfance à Jersey. Dans un courrier sur le service de Jersey "Child and Adolescent Mental Health Service" (CAMHS) il affirmait que « ma réponse initiale fut de mettre dehors tout le personnel travaillant dans ce service et le fermer »,. Frank Walker, le ministre en chef, l'accusa de causer des dommages à la réputation de Jersey pour avoir parlé à la presse.
Le responsable du comité pour la protection de l'enfance de Jersey (The Jersey Child Protection Committee) Iris Le Feuvre, répondit en alléguant une violation de la loi sur la protection des données par le ministre, en relation avec un enfant abusé sexuellement. Une enquête fut ouverte par le préposé à la protection des données. Le sénateur Syvret nia avoir violé la loi.
Un certain soutien du public lui fut acquis et il indiqua qu'il ne reculerait pas, mais il dut affronter un vote de déni de confiance le 11 septembre 2007. Le sénateur Frank Walker gagna le vote par 30 voix contre 15, et Syvret fut renvoyé de son poste de ministre avec effet immédiat et redevint simple sénateur.
Il indiqua plus tard que son enquête avait été soutenue par ses collègues ministres et qu'en réaction le ministre en chef lui avait demandé de démissionner. 
L'affaire de l'orphelinat de Jersey éclate l'année suivante mais dans l'absolu ne peut lui être reliée. 
Selon Syvret, les conférences de presse données par les autorités ont cloué au pilori le policier Lenny Harper, occulté certaines directions possibles de l'affaire qui ont été artificiellement abandonnées, comme la possibilité qu'il y ait eu meurtre, et détourné l'attention des pratiques actuelles en matière de protection de l'enfance à Jersey.